# Niklas Dyrhaug
Niklas Dyrhaug (* 6. Juli 1987) ist ein ehemaliger norwegischer Skilangläufer.

## Werdegang
Bis 2011 nahm Dyrhaug vorwiegend an Rennen des Scandinavian Cups und FIS-Rennen teil. Sein Weltcupdebüt hatte er im November 2009 in Beitostølen, welches er mit dem 69. Platz über 15 km Freistil beendete. Im Februar 2011 holte er mit dem 20. Platz über 15 km klassisch erstmals Weltcuppunkte. Die Tour de Ski 2011/2012 beendete er auf dem 16. Platz. Im Februar 2012 holte er in Nove Mesto zusammen mit der Staffel seinen ersten Weltcupsieg. Beim Skilanglauf-Weltcup-Finale 2011/2012 in Falun wurde er Dritter. Die Saison beendete er auf dem 16. Platz im Gesamtweltcup. In der Gesamtwertung beim Scandinaviancup wurde er Fünfter. Dabei belegte er in Vuokatti den zweiten Rang über 15 km Freistil und siegte über 3,75 km. Anfang April 2012 gewann er beim Flyktningerennet über 28 km klassisch. In der Saison 2012/13 erreichte er meist nur Platzierungen im Mittelfeld. Der 13. Platz war sein bestes Saisonergebnis. Die Tour de Ski 2013/2014 beendete er auf den 16. Platz. Im April 2014 siegte er beim Flyktningerennet über 40 km klassisch. Beim ersten Rennen der Saison 2014/15 in Ruka belegte er den vierten Platz über 15 km klassisch. Bei der folgenden Nordic Opening erreichte er den neunten Platz. Die Tour de Ski 2015 beendete er auf dem siebten Rang in der Gesamtwertung. Im Januar 2015 holte er bei den norwegischen Meisterschaften Silber im Skiathlon. Bei den Nordischen Skiweltmeisterschaften 2015 in Falun errang er den 13. Platz im 50-km-klassisch-Massenstartrennen und den siebten Rang im Skiathlon. Mit der Staffel gewann er Gold. Die Saison beendete er auf dem siebten Platz im Gesamtweltcup und dem sechsten Platz in der Distanzwertung. Nach Platz fünf bei der Nordic Opening in Ruka zu Beginn der Saison 2015/16, belegte er in Lillehammer den zweiten Platz und gewann tags darauf mit der Staffel. Bei der Tour de Ski 2016 wurde er Achter. Dabei kam er im Fleimstal auf den zweiten Rang im 15-km-Massenstartrennen. Im Februar 2016 erreichte er im Weltcup viermal in Folge eine Top-Zehn-Platzierung darunter ein zweiter Rang in Oslo im 50-km-Massenstartrennen. Seine beste Platzierung bei der Ski Tour Canada, die er vorzeitig beendete, war der achte Platz im Verfolgungsrennen in Québec und erreichte zum Saisonende den sechsten Platz im Gesamtweltcup und den dritten Rang im Distanzweltcup. In der Saison 2016/17 belegte er den 12. Platz bei der Weltcup-Minitour in Lillehammer und den zehnten Rang bei der Tour de Ski 2016/17. In Lillehammer holte er im Dezember 2016 im 30-km-Massenstartrennen seinen zweiten Sieg im Scandinavian Cup. Im Februar 2017 wurde er bei den norwegischen Meisterschaften in Lygna Zweiter im Skiathlon. Beim Saisonhöhepunkt den Nordischen Skiweltmeisterschaften 2017 in Lahti gewann er die Bronzemedaille über 15 km klassisch und die Goldmedaille mit der Staffel. Zum Saisonende errang er beim Weltcup-Finale in Québec den dritten Platz. Dabei kam er bei der Massenstartetappe über 15 km klassisch auf den zweiten Platz und erreichte den achten Platz im Gesamtweltcup und den fünften Rang im Distanzweltcup.
In der Saison 2017/18 errang Dyrhaug den 12. Platz bei der Tour de Ski 2017/18 und den neunten Platz beim Weltcupfinale in Falun. Beim Saisonhöhepunkt, den Olympischen Winterspielen 2018 in Pyeongchang, lief er auf den 13. Platz im 50-km-Massenstartrennen.
Verletzungsgeplagt konnte Dyrhaug in der Saison 2018/19 kein einziges Rennen absolvieren. Nach durchwachsenen Ergebnissen in der Saison 2019/20 fand Dyrhaug in der Saison 2020/21 keine Berücksichtigung mehr im Nationalteam der Norweger, welches aus finanziellen Gründen von 15 auf 12 Athleten verkleinert wurde. Im Oktober 2021 beendete er seine Karriere.

## Erfolge

### Medaillen bei Weltmeisterschaften
- 2015 in Falun: Gold mit der Staffel
- 2017 in Lahti: Gold mit der Staffel, Bronze über 15 km klassisch

### Siege bei Weltcuprennen

#### Etappensiege bei Weltcuprennen
| Nr. | Datum             | Ort  | Disziplin                    | Rennen              |
| --- | ----------------- | ---- | ---------------------------- | ------------------- |
| 1.  | 29. November 2015 | Ruka | 15 km Verfolgung klassisch 1 | Nordic Opening 2015 |

#### Weltcupsiege im Team
| Nr. | Datum            | Ort                  | Disziplin            |
| --- | ---------------- | -------------------- | -------------------- |
| 1.  | 12. Februar 2012 | Nové Město na Moravě | 4 × 10 km Staffel 2  |
| 2.  | 6. Dezember 2015 | Lillehammer          | 4 × 7,5 km Staffel 3 |

### Siege bei Continental-Cup-Rennen
| Nr. | Datum             | Ort         | Disziplin                    | Serie            |
| --- | ----------------- | ----------- | ---------------------------- | ---------------- |
| 1.  | 16. Dezember 2011 | Vuokatti    | 3,75 km Freistil             | Scandinavian Cup |
| 2.  | 11. Dezember 2016 | Lillehammer | 30 km klassisch Massenstart  | Scandinavian Cup |
| 3.  | 22. Februar 2020  | Hayward     | 50 km Freistil Massenstart 4 | US Super Tour    |

## Teilnahmen an Weltmeisterschaften
- 2015 Falun: 1. Platz Staffel, 7. Platz 30 km Skiathlon, 13. Platz 50 km klassisch Massenstart
- 2017 Lahti: 1. Platz Staffel, 3. Platz 15 km klassisch

## Statistik

### Weltcup-Platzierungen
Die Tabelle zeigt die erreichten Platzierungen im Einzelnen.
- 1.–3. Platz: Anzahl der Podiumsplatzierungen
- Top 10: Anzahl der Platzierungen unter den ersten zehn
- Punkteränge: Anzahl der Platzierungen innerhalb der Punkteränge
- Starts: Anzahl gelaufener Rennen in der jeweiligen Disziplin
- Hinweis: Bei den Distanzrennen erfolgt die Einordnung gemäß FIS.

| Platzierung         | Distanzrennen a | Distanzrennen a | Distanzrennen a | Distanzrennen a | Distanzrennen a | Skiathlon Verfolgung | Sprint | Etappen- rennen b | Gesamt | Team   | Team    |
| Platzierung         | ≤ 5 km          | ≤ 10 km         | ≤ 15 km         | ≤ 30 km         | > 30 km         | Skiathlon Verfolgung | Sprint | Etappen- rennen b | Gesamt | Sprint | Staffel |
| ------------------- | --------------- | --------------- | --------------- | --------------- | --------------- | -------------------- | ------ | ----------------- | ------ | ------ | ------- |
| 1. Platz            |                 |                 |                 |                 |                 | 1                    |        |                   | 1      |        | 2       |
| 2. Platz            |                 |                 | 2               |                 | 1               | 1                    |        |                   | 4      |        |         |
| 3. Platz            |                 |                 |                 |                 |                 |                      |        | 2                 | 2      |        |         |
| Top 10              | 1               | 3               | 14              | 2               | 4               | 14                   |        | 8                 | 46     |        | 5       |
| Punkteränge         | 4               | 8               | 25              | 3               | 4               | 28                   | 11     | 12                | 95     | 1      | 6       |
| Starts              | 6               | 10              | 31              | 4               | 6               | 34                   | 21     | 13                | 125    | 1      | 6       |
| Stand: Karriereende |                 |                 |                 |                 |                 |                      |        |                   |        |        |         |

### Weltcup-Wertungen
| Saison  | Gesamt | Gesamt | Distanz | Distanz | Sprint | Sprint |
| Saison  | Punkte | Platz  | Punkte  | Platz   | Punkte | Platz  |
| ------- | ------ | ------ | ------- | ------- | ------ | ------ |
| 2010/11 | 11     | 140.   | 11      | 88.     | –      | –      |
| 2011/12 | 512    | 16.    | 314     | 16.     | 18     | 74.    |
| 2012/13 | 30     | 105.   | 30      | 67.     | –      | –      |
| 2013/14 | 124    | 52.    | 64      | 48.     | –      | –      |
| 2014/15 | 589    | 7.     | 377     | 6.      | 10     | 74.    |
| 2015/16 | 995    | 6.     | 729     | 3.      | 48     | 41.    |
| 2016/17 | 758    | 8.     | 468     | 5.      | 22     | 56.    |
| 2017/18 | 307    | 25.    | 161     | 25.     | –      | –      |
| 2018/19 | –      | –      | –       | –       | –      | –      |
| 2019/20 | 15     | 115.   | 15      | 68.     | –      | –      |